# Piotr Beczała
Piotr Beczała (Czechowice-Dziedzice, 28 dicembre 1966) è un tenore polacco.

## Biografia
Formatosi presso l'Accademia di Musica di Katowice con Pavel Lisitsian e Sena Jurinac, Piotr Beczała, dopo aver lavorato dal 1992 al Teatro di Linz entra nel 1997 nella compagnia dell'Opernhaus Zürich, dove avrà modo di affrontare numerosi ruoli lirici.
Al Teatro alla Scala di Milano debutta nel 1997 con la Messa in Mi bemolle maggiore D 950 di Franz Schubert diretto da Riccardo Muti con i Wiener Philharmoniker.
Al Festival di Salisburgo debutta nel 1997 come Tamino nel Flauto magico con Hermann Prey, Natalie Dessay e Sylvia McNair e nel 1998 è Jaquino in Fidelio e canta la Missa brevis nº 6 in Fa maggiore K 192 ed il Vesperae solemnes de confessore K339 di Wolfgang Amadeus Mozart e la Missa in tempore belli di Franz Joseph Haydn diretto da Trevor Pinnock con Bernarda Fink.
Al Wiener Staatsoper debutta nel 1998 come Tamino nel Flauto magico e nel 1999 Belmonte nel Ratto dal serraglio con Kurt Moll.
Nel 2000 canta la Missa longa di Mozart a Salisburgo e interpreta Tamino nel Flauto magico all'Opéra national de Paris dove nel 2003 è Lensky nell'Evgenij Onegin con Vladimir Černov.
Diventa noto al grande pubblico nell'aprile 2004 sul palco del Royal Opera House, Covent Garden di Londra come Singer nel Rosenkavalier diretto da Charles Mackerras con Felicity Lott cantato anche a Salisburgo nello stesso anno quando canta anche nel Requiem op. 89 di Antonín Dvořák. 
Da lì interpreterà i ruoli più disparati, da Faust (a Londra nello stesso anno) a Rodolfo nella Bohème. Debutta in America, all'Opera di San Francisco nel novembre 2004 nel ruolo di Lensky nell'Eugene Onegin. 
Nel 2005 ancora a Londra è il Duca di Mantova in Rigoletto con Anna Jur'evna Netrebko.
Nel 2006 approda ben accolto sulla scena del Teatro alla Scala nel Rigoletto nel ruolo del Duca di Mantova diretto da Riccardo Chailly con Leo Nucci, Andrea Rost ed Antonio Stragapede.
Ancora nello stesso anno torna a Salisburgo come Don Ottavio in Don Giovanni diretto da Daniel Harding con Thomas Hampson, Ildebrando D'Arcangelo e Robert Lloyd e debutta al Metropolitan Opera House di New York come il Duca di Mantova in Rigoletto .
Nel 2007 a San Francisco è Tamino ne Il flauto magico diretto da Donald Runnicles con Erika Miklósa.
Nel 2008 a Londra è Lensky nell'Eugenio Onegin, Armin von Grübben in Simplicius di Johann Strauss (figlio) diretto da Franz Welser-Möst a Zurigo ripreso dalla televisione, a Salisburgo Prinz in Rusalka (Dvořák) diretto da Welser-Möst con l'Orchestra di Cleveland, a San Francisco Rodolfo nella Bohème diretto da Nicola Luisotti con Angela Gheorghiu, a Vienna  Alfredo Germont nella Traviata diretto da Renato Palumbo ed al Metropolitan Edgardo in Lucia di Lammermoor con Diana Damrau.
Nel 2009 è Lensky nell'Eugenio Onegin con Karita Mattila al Met, canta la Messa da requiem diretto da Antonio Pappano e Rodolfo nella Bohème a Londra, all'Opera di Stato della Baviera Rodolfo nella Bohème e Werther con Natale De Carolis ed è Faust a Vienna.
Nel 2010 è Rodolfo nella Bohème con la Netrebko e Massimo Cavalletti al Met, a Vienna ed al San Diego Opera, Roméo in Romeo e Giulietta di Gounod diretto da Daniel Oren con Nino Machaidze ed Alfie Boe a Londra ed a Salisburgo e Jenik ne La sposa venduta a Parigi.
Nel 2011 è Edgardo in Lucia di Lammermoor diretto da Bruno Campanella a Vienna, Roméo in Roméo et Juliette diretto da Plácido Domingo al Met, Graf Vaudémont in Iolanta con la Netrebko e canta Das Lied von der Erde accompagnato da András Schiff a Salisburgo ed Alfredo Germont nella Traviata con Simon Keenlyside arrivando a 60 recite a Londra.
Nel 2012 è Il Duca di Mantova in Rigoletto a Parigi, è Des Grieux in Manon di Massenet diretto da Fabio Luisi con la Netrebko al Met ed ha ricevuto ottime critiche al Festival di Salisburgo nella Bohème nel ruolo di Rodolfo, con la Netrebko, Cavalletti, la Machaidze, Carlo Colombara ed i Wiener Philharmoniker diretti da Daniele Gatti. 
Sempre con La bohème, diretta dal giovane Daniele Rustioni, ha ricevuto ottime critiche nella prima alla Scala con la Gheorghiu nello stesso anno.
Nel 2013 è Roméo in Roméo et Juliette diretto da Domingo a Vienna, canta la Messa da Requiem di Verdi diretto da Riccardo Muti con Elīna Garanča a Salisburgo, Faust al Met, tiene un recital a Peralada e Baden-Baden ed il 7 dicembre è Alfredo ne La traviata con la Damrau diretto da Daniele Gatti nella serata inaugurale della Scala. La diretta scaligera su Rai 5 è stata vista da oltre seicentocinquantamila spettatori. Al Bayerische Staatsoper è Alfredo Germont nella Traviata.
Nel 2014 è il Principe in Rusalkadi  Dvořák con Renée Fleming e Dolora Zajick arrivando a 84 recite al Met, Rodolfo ne La bohème con Maria Agresta a Parigi, tiene un recital a Salisburgo, Gustav III in Un ballo in maschera e canta il Requiem di Verdi con Ferruccio Furlanetto a San Diego ed è Hoffmann nei Racconti di Hoffmann, Prinz in Rusalka ed il Duca di Mantova in Rigoletto a Vienna.
Nel 2017 è Riccardo (con Keri Alkema e Carlos Alvareza) in Un ballo in maschera al Liceu di Barcellona, opera diretta da Renato Palumbo.

Il 7 dicembre 2020 ha interpretato Nessun dorma al Teatro alla Scala nell'ambito del concerto a porte chiuse A riveder le stelle.

## Repertorio
- Vincenzo Bellini
  - Beatrice di Tenda (Orombello)
  - La sonnambula (Elvino)
- Hector Berlioz
  - La damnation de Faust (Faust)
- Gaetano Donizetti
  - Lucia di Lammermoor (Edgardo)
- Antonín Dvořák
  - Rusalka (Il Principe)
- Charles Gounod
- Faust (Faust)
  - Roméo et Juliette (Roméo)
- Leoš Janáček
  - Jenůf (Števa Buryja)
- Franz Lehár
  - La vedova allegra (Camille de Rossillon)
- Albert Lortzing
  - Der Wildschütz (Baron Kronthal)
- Jules Massenet
- Manon (Il cavaliere Des Grieux)
- Werther (Werther)
- Wolfgang Amadeus Mozart
  - Idomeneo (Idomeneo)
  - Die Entführung aus dem Serail (Belmonte)
  - Don Giovanni (Don Ottavio)
  - Die Zauberflöte (Tamino)
- Jacques Offenbach
  - Les Contes d'Hoffman (Hoffmann)
  - Die Rheinnixen (Franz Waldung)
- Giacomo Puccini
  - La bohème (Rodolfo)
  - Tosca (Cavaradossi)
  - Gianni Schicchi (Rinuccio)
- Arthur Rubinstein
  - Der Dämon (Prinz von Sinodal)
- Bedřich Smetana
  - La sposa venduta (Jeník)
- Richard Strauss
  - Il cavaliere della rosa (Sänger)
- Johann Strauss Jr.
  - Il pipistrello (Alfred)
  - Simplicius (Arnim von Grübben)
- Karol Szymanowskii
  - Król Roger (Pasterz)
- Pëtr Il'ič Čajkovskij
  - Evgenij Onegin (Lenski)
  - Iolanta (Conte di Vaudemont)
- Giuseppe Verdi
  - Rigoletto (Duca)
  - La traviata (Alfredo)
  - Un ballo in maschera (Riccardo)

## Discografia parziale
- Donizetti: Lucia di Lammermoor - Valerij Abisalovič Gergiev/Natalie Dessay/Piotr Beczala/Ilya Bannik/Vladislav Sulimsky/Mariinsky Chorus & Orchestra, 2011 State Academic Mariinsky Theatre
- Lehar: Das Land Des Lachelns (The Land of Smiles) - Camilla Nylund/Piotr Beczala/Julia Bauer/Alfred Berg/Ulf Schirmer/Munich Radio Orchestra/Alexander Kaimbacher/Bayer Radio Chorus/Theodor Weimer/Henry Raudales, 2007 CPO
- Szymanowski: King Roger - Romuald Tesarowicz/Piotr Beczala/Olga Pasichnyk/Wojtek Drabowicz/Stefania Toczyska/Krzysztof Szmyt/Alla Polacca Choir/Polish National Opera Orchestra & Chorus/Jacek Kaspszyk/Ryszard Wroblewski/Justyna Kabala/Maciej Dunin-Borkowski, 2010 CD Accord
- Verdi: Messa da Requiem - Choeurs & Orchestre de l'Opéra national de Paris/Philippe Jordan, 2013 Erato/Warner
- Beczala, Heart's delight. Le canzoni di Richard Tauber - Borowicz/RPO/Netrebko, 2012 Deutsche Grammophon
- Beczala, The French Collection - Opera Arias By Bizet, Berlioz, Massenet, Gounod, Verdi - Piotr Beczala, 2015 Deutsche Grammophon
- Happy New Year - Die Operettengala aus Dresden - Ingeborg Schopf/Piotr Beczala/Staatskapelle Dresden/Christian Thielemann, 2012/2013 Unitel/Deutsche Grammophon
- Live aus der Semperoper - The Lehár Gala from Dresden - Angela Denoke/Ana Maria Labin/Piotr Beczala/Staatskapelle Dresden/Christian Thielemann, 2011 Unitel/Deutsche Grammophon

## DVD & BLU-RAY parziale
- Donizetti, Lucia di Lammermoor - Armiliato/Netrebko/Beczala/MET, 2009 Deutsche Grammophon
- Puccini, Boheme (Festival di Salisburgo, 2012) - Gatti/Netrebko/Beczala/Machaidze/WPO, Deutsche Grammophon
- Verdi, Rigoletto - Mariotti/Lucic/Damrau/Beczala, 2012 Deutsche Grammophon